# Vitstjärtad guldstrupe
Vitstjärtad guldstrupe (Polytmus guainumbi) är en fågel i familjen kolibrier.

## Utseende
Vitstjärtsad guldstrupe är en liten kolibri med lång, nedåtböjd näbb. Hanen är mestadels grön med vitt på nedre delen av buken och vita undre stjärttäckare. Svart ögonmask kontrasterar mot ett vitt streck ovan och under. Honan är ljusare under än hanen med grönfläckigt bröst.

## Utbredning och systematik
Vitstjärtad guldstrupe delas in i tre underarter:
- P. g. guainumbi – förekommer i gränstrakterna mellan Venezuela och Guyana samt i norra Brasilien och på Trinidad
- P. g. andinus – förekommer i östra Colombia (söderut till Meta och Vichada)
- P. g. thaumantias – förekommer från östra Bolivia till östra Paraguay, centrala och östra Brasilien och nordöstra Argentina

## Levnadssätt
Vitstjärtad guldstrupe hittas i gräs- och våtmarker. Den ses ofta nära vatten.

## Status
Arten har ett stort utbredningsområde och internationella naturvårdsunionen IUCN kategoriserar arten som livskraftig. Beståndsutvecklingen är dock oklar.